# Norwegische Davis-Cup-Mannschaft
Die norwegische Davis-Cup-Mannschaft ist die Tennisnationalmannschaft Norwegens.

## Geschichte
1928 nahm Norwegen erstmals am Davis Cup teil. Ihr bestes Ergebnis erzielte die Mannschaft im Jahr 1995, als sie sich für die Relegation zur Weltgruppe qualifizierte. Erfolgreichster Spieler ist Christian Ruud, der in 21 Partien insgesamt 31 Spiele gewinnen konnte, davon 24 im Einzel und 7 im Doppel. Mit 30 Teilnahmen ist Stian Boretti Rekordspieler seines Landes.